# Johanna Elkesdotter Wrethov
Sylvia Johanna Sofie Elkesdotter Wrethov (född Elkesdotter), född 22 oktober 1978 i Nybro församling, Kalmar län, är en svensk låtskrivare och sångerska som är gift med Anderz Wrethov. Hon har bland annat varit med och skrivit Anis Don Demina och Emil Assergårds melodifestivalsbidrag "Vem e som oss" (2020) och "Om allting skiter sig" (2021).

## Diskografi

### Medverkare på singlar
- 2015 – You rock my world med Xtance.[2]
- 2015 – I am dancing with you med Xtance.[3]
- 2019 – Alive med Xtance.[4]
- 2020 – Love med Xtance.[5]

## Låtar
- 2020 – Vem e som oss med Anis Don Demina (skriven tillsammans med Anderz Wrethov, Anis Don Demina och Robin Svensk).
- 2021 – Om allting skiter sig med Emil Assergård (skriven tillsammans med Emil Assergård, Jimmy Jansson, Jimmy Thörnfeldt och Anderz Wrethov).